# Blood, Sweat & Tears (album d'Ace Hood)
Pour les articles homonymes, voir Blood, Sweat and Tears (homonymie).
Albums de Ace Hood
Ruthless
(2009)
Singles
1. Hustle Hard
Sortie : 1er mars 2011
2. Go 'n' Get It
Sortie : 14 juin 2011
3. Body 2 Body
Sortie : 26 juillet 2011

Blood, Sweat & Tears est le troisième album studio d'Ace Hood, sorti 9 août 2011.
L'album s'est classé 2e au Top Rap Albums, 3e au Top R&B/Hip-Hop Albums, 8e au Billboard 200 et 11e au Top Digital Albums.

## Liste des titres
| No  | Titre                                                                          | Contient un (des) sample(s) de              | Durée |
| --- | ------------------------------------------------------------------------------ | ------------------------------------------- | ----- |
| 1.  | King of the Streets (featuring T-Pain – Produit par Young Fyre)                |                                             | 3:15  |
| 2.  | Go 'N' Get It (Produit par Lex Luger)                                          |                                             | 3:56  |
| 3.  | Errrythang (featuring Yo Gotti – Produit par Schife et The Lottery)            |                                             | 4:19  |
| 4.  | Hustle Hard (Produit par Lex Luger)                                            |                                             | 3:18  |
| 5.  | Body 2 Body (featuring Chris Brown – Produit par J.U.S.T.I.C.E. League)        |                                             | 3:55  |
| 6.  | Memory Lane (featuring Kevin Cossom – Produit par Sonny Digital)               | I Wouldn't Change a Thing de Johnny Bristol | 4:18  |
| 7.  | Letter to My Ex's (Produit par Cardiak)                                        |                                             | 4:58  |
| 8.  | Beautiful (featuring Kevin Cossom – Produit par The Runners et The Monarch)    |                                             | 3:07  |
| 9.  | Lord Knows (Produit par The Renegades)                                         |                                             | 4:38  |
| 10. | Bitter World (Produit par The Lottery)                                         | This Bitter Earth de Dinah Washington       | 3:57  |
| 11. | Spoke to My Momma (Produit par Cardiak)                                        |                                             | 4:00  |
| 12. | Hustle Hard (Remix) (featuring Rick Ross et Lil Wayne – Produit par Lex Luger) |                                             | 4:45  |